# Шитов, Николай Фёдорович
Николай Фёдорович Шитов (7 марта 1909, Владимирская область — 1974) — советский учёный-историк, доктор исторических наук (1967), директор Института языка, литературы и истории Карельского филиала АН СССР (1945—1947).

## Биография
Родился в крестьянской семье. В 1931 году был призван в РККА, служил в Карельской егерской бригаде.
После окончания Высшей сельскохозяйственной школы, работал секретарём районного комитета ВКП(б) в Карельской АССР.
С конца 1930-х годов — руководитель отдела пропаганды республиканской газеты «Ленинское знамя».
В 1945—1947 годах — директор Института языка, литературы и истории Карельского филиала АН СССР (1945—1947).
В дальнейшем учился в аспирантуре Высшей партийной школы при ЦК КПСС, преподавал в Высшей партийной школе, профессор.